# Унг Хуот
Унг Хуот (кхмер. អ៊ឹង ហួត; нар. 1 січня 1945) — камбоджійський політик, міністр освіти, міністр закордонних справ, прем'єр-міністр Камбоджі від липня 1997 до листопада 1998 року.

## Життєпис
Здобув економічну освіту. Від 1971 року навчався в Австралії, після чого не повернувся на батьківщину через терористичний режим «червоних кхмерів», що панував у країні. Набув громадянства Австралії, працював у телекомунікаційних структурах. Позиціонувався як лідер кхмерської діаспори.
Від 1982 до 1989 року Унг Хуот очолював зарубіжне австралійське відділення камбоджійської монархічної партії ФУНСІНПЕК. Був прибічником Нородома Сіанука. Повернувся до Камбоджі після підписання Паризьких угод 1991 року, що формально завершили конфлікт із В'єтнамом. 1993 року Унг Хуот керував передвиборчою кампанією ФУНСІНПЕК. Вибори відбулись успішно для партії, що зібрала найбільшу кількість голосів виборців.
В уряді Нородом Ранаріта—Хун Сена Унг Хуот отримав портфель міністра освіти. Від листопада 1994 року Унг Хуот очолював міністерство закордонних справ.
У липні 1997 року політичний конфлікт між першим прем'єр-міністром Нородом Ранарітом і другим прем'єр-міністром Хун Сеном вилився у збройне протистояння. Перемогу здобув Хун Сен, Ранаріт був усунутий від влади й мусив залишити країну.
Встановивши свою одноосібну владу, Хун Сен деякий час зберігав формальні ознаки спадковості, в тому числі й інститут «подвійного прем'єрства». На пост першого прем'єр-міністра замість Ранаріта як представник ФУНСІНПЕК був призначений Унг Хуот. Його кандидатуру затвердила Національна асамблея. Призначення Унг Хуота розцінювалось як вдалий політичний крок Хун Сена — міністр закордонних справ мав розгалужені дипломатичні зв'язки та сприяв легітимізації режиму. Сам Унг Хуот висловлював цілковиту підтримку Хун Сену та критикував Ранаріта. Він виступив за передачу до суду свого колишнього лідера, хоч і з подальшою амністією.
У липні 1998 року відбулись чергові вибори, перемогу на яких здобула партія Хун Сена. Ані ФУНСІНПЕК, ані створена Унг Хуотом з колишніх членів ФУНСІНПЕК невелика популістська партія вже не змогли скласти серйозну конкуренцію НПК. За чотири місяці Хун Сен ліквідував посаду першого прем'єр-міністра, остаточно зосередивши у своїх руках урядову владу.
Після відставки Унг Хуот загалом відійшов від політики, хоч і обирався до сенату. Періодично він виступає з публічними заявами — зокрема, проти корупції в системі освіти.
У серпні 2014 року проти Унг Хуота було висунуто звинувачення в порушенні правил фінансових операцій з іноземними інвесторами. Сам він звинувачення відкидає, стверджуючи, що залучав інвестиції в інтересах національного сільськогосподарського виробництва. Продовжує підтримувати Хун Сена, закликає робити акцент на економічно-технологічний розвиток.